# Гундеберт
Гундеберт (лат. Gundebertus, фр. Gombert; VII век) — мученик, святой Католической церкви. День памяти — 20 апреля (ранее 29 апреля).

## Биография
Святой Гундеберт был братом святого Нивард, епископа Реймса. Владея землями в Шампани, он вступил в брак с Бертой. Впоследствии Гундеберт построил для супруги монастырь в Авне-Вальдоре, а затем и сам удалился в монастырь на побережье. Желая проповедовать христианство, Гундеберт оставил свой монастырь и отправился в Ирландию. Однако по пути он был схвачен и казнён язычниками.